# William Heathcote (1er baronnet)
William Heathcote, 1er baronnet (Hursley, Hampshire) (15 mars 1693 - 10 mai 1751), est un marchand et homme politique britannique qui siège à la Chambre des communes entre 1722 et 1741.

## Biographie
Il est le deuxième fils de Samuel Heathcote, de Hackney, Middlesex, le frère cadet de Gilbert Heathcote (1er baronnet) et un ami intime de John Locke, qu'il aide sur les questions monétaires.

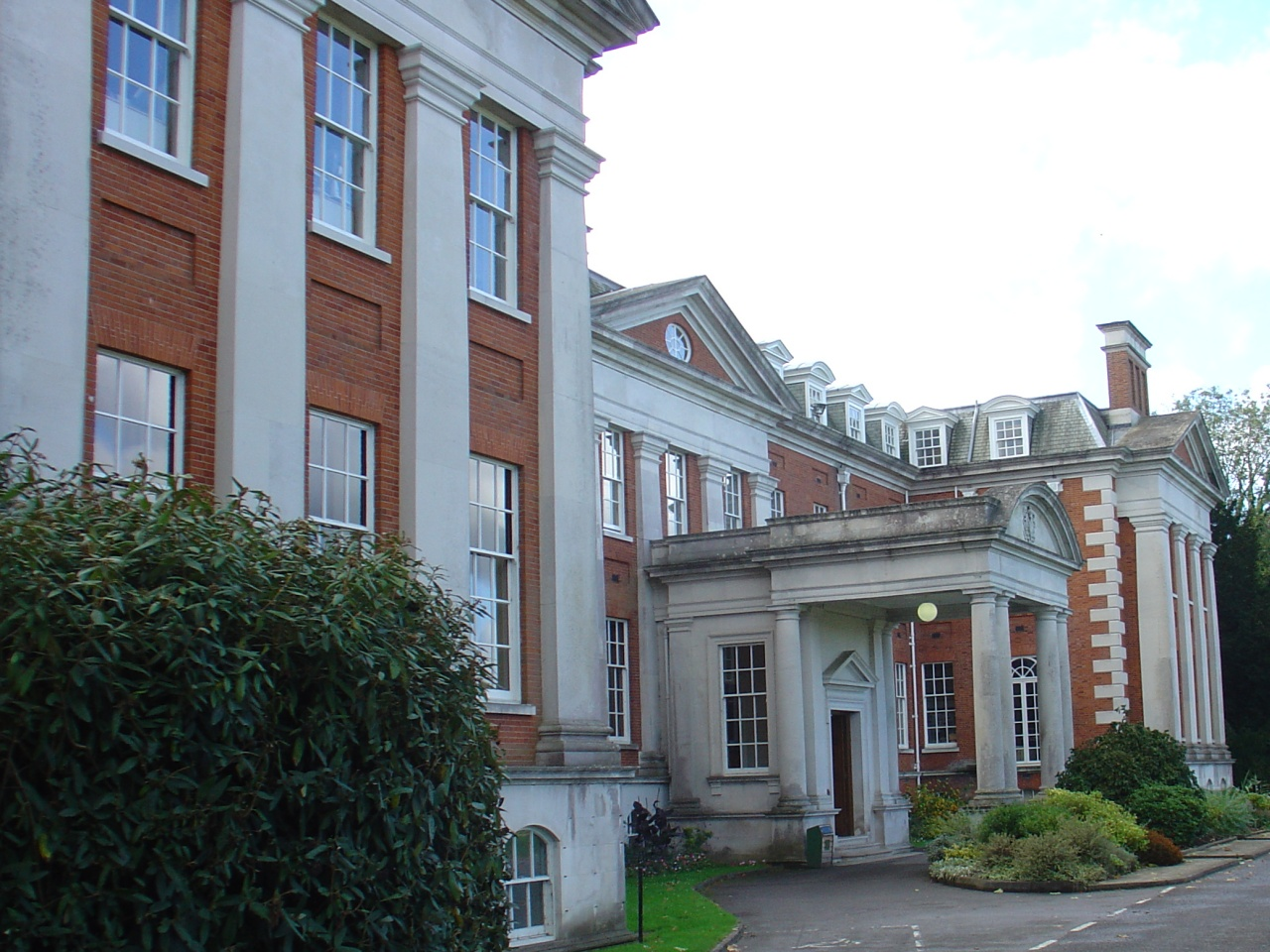
Hursley House

Il est un marchand prospère qui achète le domaine de Hursley en 1718. Entre les années 1721 et 1724 William construit une maison en brique rouge, de style Queen Anne, maintenant connue sous le nom Hursley House sur le site d'un pavillon de chasse.
Il représente Buckingham à la Chambre des communes de 1722 à 1727 et Southampton de 1729 à 1741. Le 16 août 1733, il est créé baronnet de Hursley, dans le comté de Southampton.
Il épouse en 1720 Elizabeth, fille unique de Thomas Parker (1er comte de Macclesfield). Ils ont six fils et trois filles. Il meurt en 1751 et la succession et la baronnie passèrent à son fils, Thomas.